# 司宁星
司宁星（14 Irene）是第14颗被人类发现的小行星，于1851年5月19日发现。司宁星的直径为181.8千米，质量为6.3×1018千克，公转周期为1518.176天。
司寧星的名字來自希臘神話中的和平女神厄瑞涅。